# Газзаев, Владимир Валерьевич
Влади́мир Вале́рьевич Газза́ев (род. 1 июля 1980, Орджоникидзе) — российский футбольный тренер. Сын Валерия Газзаева.

## Карьера игрока
Профессиональная футбольная карьера Газзаева была короткой. В 1997—1998 годах он выступал за второй состав «Алании», затем решил завершить карьеру игрока.

## Карьера тренера
Вернулся в футбол 11 лет спустя и снова оказался в «Алании». В 2009 году был назначен помощником главного тренера клуба Валерия Петракова, затем выполнял те же функции с приходом румынского специалиста Мирчи Редника. В 2010 году «Алания» получила право выступать в премьер-лиге, на должность главного тренера был приглашён Владимир Шевчук, а Владимир Газзаев сохранил своё место в тренерском штабе. «Алания» не смогла закрепиться в высшем дивизионе России и вылетела в первый.
В 2011 году, после назначения отца на должность президента клуба, Владимир был представлен в качестве нового главного тренера команды. В его тренерский штаб среди прочих вошли Николай Латыш, Андрей Афанасьев, Александр Яновский и Владимир Шевчук. В своём дебютном сезоне ему удалось выйти в финал Кубка России и вывести команду в премьер-лигу. Стал самым молодым тренером в высшем дивизионе чемпионатов России (32 года и 20 дней).
14 ноября 2012 года покинул пост главного тренера клуба и перешёл на работу в спортивно-селекционный отдел «Алании». Главным тренером стал его отец — Валерий Газзаев. 12 декабря Владимир получил тренерскую лицензию PRO. 10 июня 2013 года вновь стал главным тренером клуба. 10 февраля 2014 года клуб «Алания» был снят с чемпионата по финансовым причинам.
С середины сезона (июль 2014) — главный тренер казахстанского клуба «Актобе». В ноябре клуб стал вице-чемпионом страны и получил право выступать в Лиге Европы. Но в июле 2015 года после поражения команды в первом же квалификационном раунде Лиге Европы от эстонского клуба «Нымме Калью» подал в отставку.
В январе 2018 года возглавил грузинский клуб «Рустави». 26 июня 2018 года стало известно, что Газзаев возглавил новосозданный ФК «Урожай», однако уже 18 июля того же года его покинул.
31 декабря 2018 года подписал контракт с другим казахстанским клубом «Тобол» (Костанай). 21 июля 2019 года подал в отставку после вылета «Тобола» из Лиги Европы также в первом квалификационном раунде от клуба «Женесс» из Люксембурга.
24 января 2021 года возглавил команду четвёртого итальянского дивизиона — Серии D — «Сиену», однако из-за неготовности в оформлении документов (Газзаев не является гражданином Евросоюза) официально пост главного тренера занимал латвиец Марьян Пахарь.
В январе — апреле 2022 года тренировал казахстанский «Туран» (Туркестан).
12 июня 2024 года возглавил «Родину». 4 сентября 2024 года подал в отставку.

## Достижения
Как тренер
«Алания»
- Финалист Кубка России: 2010/11
- Победитель первенства ФНЛ: 2011/12

«Актобе»
- Серебряный призёр чемпионата Казахстана: 2014
- Финалист Кубка Казахстана: 2014